# Таз (посуда)

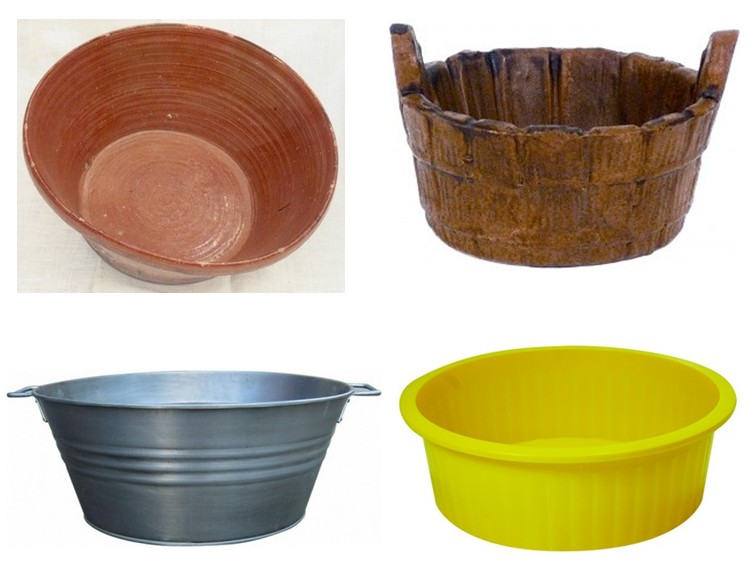
Тазы из различных материалов

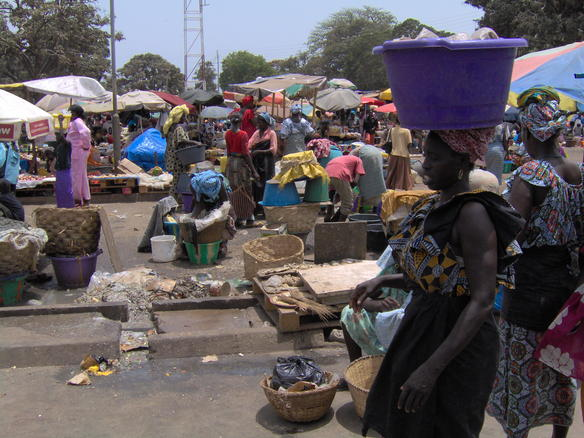
Ношение тазов в Серекунде, Гамбия

Таз (тюркск яз., турец. tas — «чаша») — широкая и неглубокая, круглая или овальная ёмкость, лохань, больше для умывания, для варки варенья, для мелкой стирки и пр.; может быть с ручками; как правило, таз сделан из оцинкованного листовой стали, лужëной (покрытой оловом) жести, нержавеющей стали или пластмассы; бывает также эмалированным. Небольшие тазы — тазики — делались из меди или бронзы, использовались для бритья; богачи предпочитали серебряные тазики для бритья.
Таз — очень популярная домашняя ёмкость в развивающихся странах, служит для сбора и очистки продуктов питания (моллюски, овощи, фрукты и пр.), в тазу носят грязное бельё до места стирки (озера, реки) и вымытое бельё после стирки.

## Фразеология
- Накрыться медным тазом — (разг.) резко и неожиданно пропасть, погибнуть или испортиться.